# Sachseln
Sachseln est une commune suisse du canton d'Obwald.

## Géographie

Vue aérienne de 200 m par Walter Mittelholzer (1919)

Le territoire de Sachseln s'étend sur 53,91 km2. Lors du relevé de 2013-2018, les surfaces d'habitations et d'infrastructures représentaient 3,9 % de sa superficie, les surfaces agricoles 42,4 %, les surfaces boisées 41,9 % et les surfaces improductives 11,8 %.
Sachseln est limitrophe de Sarnen, Kerns, Lungern et Giswil.
Le centre géographique de la Suisse se trouve sur le territoire communal.

## Histoire
Des vestiges d'une nécropole remontant probablement au haut Moyen Age ont été retrouvés dans le bas du village. Des fouilles archéologiques ont prouvé l'existence d'une église romane du XIIe ou XIIIe siècle, dont la tour est conservée. L'église paroissiale, dédiée à saint Théodule et saint Maurice, est mentionnée en 1275 dans le Liber decimationis du diocèse de Constance comme la plus pauvre de Suisse centrale. L'édifice reconstruit entre 1672 et 1684 est un monument important du premier baroque en Suisse. Depuis 1679, elle contient le tombeau de Nicolas de Flüe, qui se trouvait initialement dans la chapelle Notre-Dame adossée au clocher. Vers 1100, le comte Ulrich de Lenzbourg cède au chapitre de Beromünster les biens qu'il possède à Sachseln. Jusqu'au XVe siècle, les couvents de Saint-Blaise (Forêt-Noire) et de Saint-Léger à Lucerne y détiennent également des droits de tenanciers. Le patronage, qui appartient aux Habsbourg au XIVe siècle, passe à Obwald en 1415 (1461 de jure), à la communauté après 1786, puis à la paroisse en 1970. À partir du XIVe siècle, l'administration locale est exercée par l'assemblée des communiers, divisée en commune d'habitants (politique), bourgeoisie et corporation (qui gère l'usage des biens communaux, tels que forêts, pâturages et alpages) par la Constitution cantonale de 1850. La commune paroissiale (Kirchgemeinde) est créée en 1970. La commune bourgeoise est intégrée à la commune d'habitants en 1992.
Aux XVe et XVIe siècles, des auberges apparaissent à Sachseln, profitant des pèlerinages qui marquent désormais la vie de la localité. Jusqu'au milieu du XXe siècle, l'économie villageoise est également basée sur l'agriculture et l'élevage. La construction de la route du Brünig vers 1860, puis le raccordement au chemin de fer du Brünig en 1888 favorisent le tourisme et font de Sachseln un lieu de villégiature. Une fabrique d'articles en bois y est fondée vers 1900. Grâce à l'encouragement du développement industriel par le canton dans les années 1950 et 1960, d'autres entreprises importantes s'établissent dans la commune (alimentation, moteurs, filtres métalliques). En 2005, le secteur secondaire fournit plus de 60 % des emplois. L'industrialisation provoque une dispersion de l'habitat et donne un caractère urbain à l'ancien village. Des zones de détente sont toutefois préservées dans les communaux de la corporation, inconstructibles. L'imposante école est construite en 1868, agrandie par des annexes en 1958 et 1973 (notamment par l'architecte Ernst Studer). La maison Peter-Ignaz-von-Flüe, datant de 1784, abrite depuis 1976 le Musée Nicolas de Flüe et une exposition consacrée à Heinrich Federer.

## Démographie

### Évolution de la population
Sachseln compte 5 211 habitants au 31 décembre 2022 pour une densité de population de 97 hab/km2. Sur la période 2010-2019, sa population a augmenté de 6,6 % (canton : 6,6 % ; Suisse : 9,4 %).  

### Pyramide des âges
En 2020, le taux de personnes de moins de 30 ans s'élève à 32,1 %, au-dessus de la valeur cantonale (31,2 %). Le taux de personnes de plus de 60 ans est quant à lui de 26,5 %, alors qu'il est de 26,7 % au niveau cantonal.
La même année, la commune compte 2 517 hommes pour 2 628 femmes, soit un taux de 48,9 % d'hommes, inférieur à celui du canton (50,6 %).
| Hommes | Classe d’âge | Femmes |
| ------ | ------------ | ------ |
| 0,4    | 90 ans ou +  | 1,5    |
| 8,1    | 75 à 89 ans  | 7,8    |
| 18,1   | 60 à 74 ans  | 17,0   |
| 23,2   | 45 à 59 ans  | 22,9   |
| 17,9   | 30 à 44 ans  | 19,0   |
| 17,0   | 15 à 29 ans  | 16,3   |
| 15,4   | - de 14 ans  | 15,4   |

| Hommes | Classe d’âge | Femmes |
| ------ | ------------ | ------ |
| 0,5    | 90 ans ou +  | 1,4    |
| 7,4    | 75 à 89 ans  | 8,5    |
| 17,9   | 60 à 74 ans  | 17,6   |
| 23,0   | 45 à 59 ans  | 22,5   |
| 19,6   | 30 à 44 ans  | 19,5   |
| 16,2   | 15 à 29 ans  | 15,7   |
| 15,4   | - de 14 ans  | 15,0   |

## Culture et patrimoine

### Héraldique
| Blason | Blasonnement : D'or au bouquetin passant de sable, lampassé de gueules sur trois monts de sinople. |

### Monuments et curiosités
- Ermitage de Saint Nicolas de Flüe, près du hameau de Flüeli-Ranft.